# DDR-Oberliga 1954-1955
L'edizione 1954-55 della DDR-Oberliga vide la vittoria finale dell'SC Turbine Erfurt.
Capocannoniere del torneo fu Willy Tröger (SC Wismut Karl-Marx-Stadt), con 22 reti.

## Classifica finale
|     | Classifica                      | Pt | G  | V  | N  | P  | GF | GS |
| --- | ------------------------------- | -- | -- | -- | -- | -- | -- | -- |
| 1.  | SC Turbine Erfurt               | 34 | 26 | 13 | 8  | 5  | 58 | 25 |
| 2.  | SC Wismut Karl-Marx-Stadt       | 33 | 26 | 13 | 7  | 6  | 62 | 38 |
| 3.  | SC Rotation Lipsia              | 30 | 26 | 10 | 10 | 6  | 58 | 47 |
| 4.  | SC Einheit Dresda               | 29 | 26 | 13 | 3  | 10 | 64 | 55 |
| 5.  | BSG Motor Zwickau               | 28 | 26 | 13 | 2  | 11 | 51 | 49 |
| 6.  | SC Aktivist Brieske-Senftenberg | 27 | 26 | 11 | 5  | 10 | 37 | 44 |
| 7.  | SC Dinamo Berlino               | 26 | 26 | 12 | 2  | 12 | 50 | 49 |
| 8.  | ASK Vorwärts Berlino            | 26 | 26 | 10 | 6  | 10 | 43 | 46 |
| 9.  | SC Empor Rostock                | 26 | 26 | 12 | 2  | 12 | 29 | 33 |
| 10. | BSG Chemie Karl-Marx-Stadt      | 25 | 26 | 8  | 9  | 9  | 34 | 43 |
| 11. | SC Lokomotive Lipsia            | 24 | 26 | 9  | 6  | 11 | 32 | 38 |
| 12. | BSG Rotation Babelsberg         | 23 | 26 | 10 | 3  | 13 | 36 | 36 |
| 13. | SC Chemie Halle-Leuna           | 20 | 26 | 8  | 4  | 14 | 28 | 52 |
| 14. | Fortschritt Meerane             | 13 | 26 | 5  | 3  | 18 | 31 | 58 |

### Verdetti
- SC Turbine Erfurt campione della Germania Est 1954-55.
- SC Chemie Halle-Leuna e Fortschritt Meerane retrocesse in DDR-Liga.